# Базлук
Базлук (рос. Базлук) — присілок в Ленському районі Архангельської області Російської Федерації.
Населення становить 1 особу. Входить до складу муніципального утворення Козьминське поселення.

## Історія
Від 2004 року входить до складу муніципального утворення Козьминське поселення.

## Населення
| 2002 | 2010 | 2012 |
| ---- | ---- | ---- |
| 20   | ↘1   | →1   |